# ايرفين بولكو
ايرفين بولكو (بالألبانية: Ervin Bulku‏) (3 مارس 1981 تيرانا ألبانيا - ) هو لاعب كرة قدم ألباني، يلعب كلاعب وسط.

## روابط خارجية
- ايرفين بولكو على موقع الاتحاد الدولي (مؤرشف)  (الإنجليزية)
- ايرفين بولكو على موقع الاتحاد الأوربي (الإنجليزية)
- ايرفين بولكو على موقع اتحاد أوكرانيا (الإنجليزية)
- ايرفين بولكو على موقع قاعدة بيانات كرة القدم.إي يو (الإنجليزية)
- ايرفين بولكو على موقع ناشيونال فوتبول تيمز (الإنجليزية)
- ايرفين بولكو على موقع Soccerbase.com (لاعب) (الإنجليزية)
- ايرفين بولكو على موقع Soccerway.com (الإنجليزية)
- ايرفين بولكو على موقع عالم كرة القدم.نت (الإنجليزية)